# Erica sicifolia
Erica sicifolia är en ljungväxtart som beskrevs av Richard Anthony Salisbury. Erica sicifolia ingår i släktet klockljungssläktet, och familjen ljungväxter. Inga underarter finns listade i Catalogue of Life.